# Антоніус Коленбрандер
Антоніус Коленбрандер (нід. Antonius Colenbrander, 3 травня 1889 — 24 вересня 1929) — нідерландський вершник.
Олімпійський чемпіон 1924 року в командному триборстві.